# جيم ماكلولين (فارس)
جيم ماكلولين (بالإنجليزية: Jim McLaughlin)‏ هو فارس أمريكي، ولد في 12 فبراير 1861 في هارتفورد في الولايات المتحدة، وتوفي في 19 يناير 1927.